# 文心雕龍考異
《文心雕龍考異》是張文齋对于《文心雕龍》的注本。1974年11月由台灣正中書局發行。

## 凡例
書前先有作者自序，每篇大字錄《文心雕龍》原文，然後細字低兩格校勘。

## 評價
李曰剛指，此為作者「自負不淺」之作。:2525牟世金認為，雖然此書有所獨到之處，同樣都有不少失校之處。他指作者只是有五種的參考底本，但在校正的過程中依然可以提出很多自己的新見，細校精按約1200條，成積得來不易。:10-13朱文民指，此書作者兩次訪美求書，其辛苦執着可以成為後輩考模。:461張文勛指，作者對於《文心雕龍》校勘很下功夫，因此多有發現:242。張少康指，作者所據的版本有限，因此雖然在書中舉出了王利器《文心雕龍校證》和楊明照《文心雕龍校注》很多的問題，但是有些是不對又或者是一家之說。:286-288

## 收录
此书被「中央研究院漢籍電子文獻」的「瀚典全文檢索系統」所收录。

## 連結
- 中央研究院網頁